# Свети Йоан Богослов (Неос Пантелеймонас)
„Свети Йоан Богослов“ (на гръцки: Αγίου Ιωάννου του Προδρόμου) е православна църква край Неос Пантелеймонас, Егейска Македония, Гърция, част от Китроската, Катеринска и Платамонска епархия. В архитектурно отношение представлява еднокорабен поствизантийски храм, изграден преди XVII век, съдейки по частично запазените стенописи на северната стена. Около църквата са открити следи от по-скар трикорабен храм, върху който е изграден новият. В 1995 година храмът е обявен за защитен паметник на културата.